# Rudolf Glaber
Rudolf Glaber eller Radulf Glaber, 985–1047. Han var benediktinermunk og kronikør og en af de vigtigste kilder til den franske historie i perioden omkring år 1000.
Alternative navne, der stammer fra latin, er Rodulphus Glaber eller Radulphus Glaber og fra fransk: Raoul Glaber. Glaber betyder på latin "den skaldede".

## Levned
Rudolf fortæller selv, at da han var 12 år gammel, sørgede hans onkel, der var munk i Saint-Léger-de-Champeaux, for at skaffe ham en plads samme sted som novice. Han blev dog senere smidt ud fra klostret pga. dårlig opførsel, da han, som han selv beretter, ikke kunne indordne sig under reglementet. Derefter opholdt han sig i forskellige burgundiske klostre, herunder Moutiers-Saint-Jean, Saint-Bénigne nær Dijon, Cluny, Moutier og Saint-Germain i Auxerre, hvor han levede fra 1039 til sin død.
Omkring 1010 mødte han Wilhelm af Volpiano, der var abbed i Saint-Bénigne og en fremtrædende figur i 11. århundredes reformbevægelse. I 1028 ledsagede Rudolf Vilhelm, der stammede fra Piemonte, på en rejse til Italien, og han havde desuden opfordret Rudolf til at skrive sit hovedværk Historia. Rudolf kom gennem denne forbindelse til at tilhøre reformkredsen i den katolske kirke, og hans skrifter tager derfor selvfølgeligt parti for de personer, der tilhørte samme kreds; fx beskrives de tyske fyrster Henrik 2. og Henrik 3. særdeles positivt, modsat Konrad 2. og Pave Benedikt 9., der begge modarbejdede reformbevægelsen.

## Værk
De bevarede værker fra Rudolfs hånd inkluderer en hagiografi over Vilhelm af Volpiano (Vita Sancti Guillelmi Abbatis Divionensis), og hans mest kendte værk: Historiarum libri quinque ab anno incarnationis DCCCC usque ad annum MXLIV (Historie i fem bøger, fra 900 e.v.t. til 1044 e.v.t.). Historia blev påbegyndt under opholdet i Cluny mellem 1026 og 1027, og hovedvægten ligger på årene fra 1000 til 1033. Fokus er på Frankrigs historie, men enkelte begivenheder fra andre dele af Europa, som fx Skotland og Syditalien, bliver også beskrevet. Værket har især stor betydning som kilde til de forestillinger om verdens undergang, som florerede omkring det første årtusindskifte. Rudolf beretter derfor bl.a. om kætterier, djævelskab, mirakler, åbenbaringer og sædernes forfald, han beretter endda om kannibalisme under en hungersnød i Bourgogne, alt sammen begivenheder der blev opfattet som tegn på en snarlig dommedag. Det billede senere historikere har tegnet af datidens mennesker som svært overtroiske, der levede i evig frygt for dommedag.

## Fodnoter
1. ↑  Rodulfus Glaber, History 5.3 (ed. France, p. 221).
2. ↑  reference?

## Eksterne link
- Biography biografi fra Catholic Encyclopedia
- Biography fra Schaff-Herzog Encyclopedia of Religious Knowledge, Volume IV
- Ralph Glaber's On the First Millennium Arkiveret 10. februar 2007 hos  Wayback Machine fra Internet Medieval Sourcebook